# Xak: The Art of Visual Stage
Xak: The Art of Visual Stage (サーク) est un jeu vidéo de type action-RPG développé et édité par Micro Cabin, sorti en 1989 sur Windows, PC-Engine, Super Nintendo et téléphone mobile.

## Accueil
Famitsu a loué le jeu pour son histoire, sa musique et ses graphismes.